# Montpellier
Montpellier (AFI: /mɔ̃pəˈlje/; in occitano Montpelhièr; in catalano Montpeller; in italiano storico Mompellieri) è una città del sud della Francia, capoluogo del dipartimento dell'Hérault nella regione Occitania.

## Geografia fisica

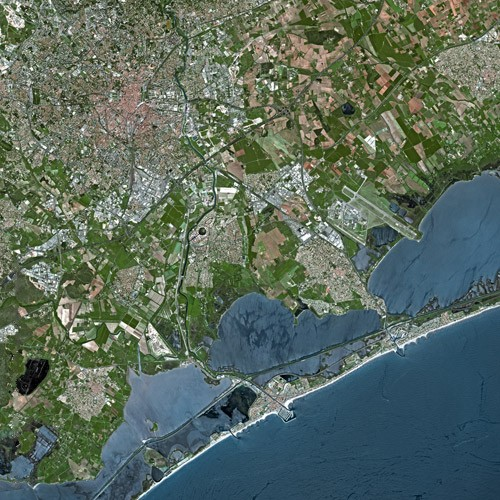
Immagine dal satellite

Montpellier si trova nel sud della Francia, a 10 km dal Mar Mediterraneo. Oggi, Montpellier è la 7ª città della Francia per popolazione, ed è anche una delle poche città con più di 100 000 abitanti che negli ultimi cinquant'anni ha visto un aumento della popolazione, la quale è quasi raddoppiata in questo periodo. L'area metropolitana conta 516 360 abitanti.
Confina a nord con i comuni di Saint-Clément-de-Rivière, Montferrier-sur-Lez e Clapiers, a nord-est con il comune di Castelnau-le-Lez, a sud con il comune di Lattes, a sud-ovest con il comune di Saint-Jean-de-Védas, ad ovest con il comune di Juvignac, a nord-ovest con il comune di Grabels. È delimitata da due fiumi: il Lez ad est, e il Mosson ad ovest.
Dal punto di vista geografico si potrebbe definire la "gemella" di Genova, dominatrici dei 2 golfi di Genova e del Leone.

### Clima
Montpellier ha un clima mediterraneo. L'inverno è mite e l'estate calda e secca. Il vento da nord-ovest, chiamato tramontana, libera il cielo e fornisce un ottimo sole alla città. Il vento da sud-ovest porta nubi e pioggia in autunno ed in inverno.
| MONTPELLIER        | Mesi | Mesi | Mesi | Mesi | Mesi | Mesi | Mesi | Mesi | Mesi | Mesi | Mesi | Mesi | Stagioni | Stagioni | Stagioni | Stagioni | Anno |
| MONTPELLIER        | Gen  | Feb  | Mar  | Apr  | Mag  | Giu  | Lug  | Ago  | Set  | Ott  | Nov  | Dic  | Inv      | Pri      | Est      | Aut      | Anno |
| ------------------ | ---- | ---- | ---- | ---- | ---- | ---- | ---- | ---- | ---- | ---- | ---- | ---- | -------- | -------- | -------- | -------- | ---- |
| T. max. media (°C) | 12,2 | 12,6 | 16,3 | 19,7 | 22,8 | 26,6 | 29,3 | 29,6 | 25,3 | 20,3 | 15,7 | 12,5 | 12,4     | 19,6     | 28,5     | 20,4     | 20,2 |
| T. min. media (°C) | 2,2  | 3,6  | 6,8  | 10,5 | 13,6 | 17,2 | 19,3 | 19,7 | 15,5 | 12,6 | 6,8  | 3,6  | 3,1      | 10,3     | 18,7     | 11,6     | 11,0 |

## Storia
Montpellier è una città molto giovane rispetto alle altre grandi città della regione come Nîmes, Narbonne, Béziers o Carcassonne che furono fondate in epoca romana. Montpellier invece è stata fondata nell'XI secolo. La città è famosa anche per la sua università, dove Petrarca iniziò gli studi.
Formata da due villaggi, Montpellier e Montpellieret, dipendeva dall'arcivescovo di Maguelonne e la sua importanza aumentò gradualmente dopo che Carlo Martello ebbe distrutto quest'ultima (737). Nel XII e XIII secolo si tennero a Montpellier alcuni concili. Nel 1141 ottenne una carta di franchigia e nel 1204 passò agli Aragona.
Famose erano la sua scuola di medicina e la sua già citata università. Nel XIV secolo fu ceduta dal re di Maiorca a Filippo di Valois (1349), poi da Carlo V a Carlo di Navarra e infine, Carlo VI la riprese nel 1382. Dopo un periodo assai fiorente, conobbe la decadenza in seguito alla guerra dei cento anni.
Durante le guerre di religione fu presa dagli ugonotti (1567), appoggiò il duca di Rohan e rimase una repubblica indipendente fino al 1622 quando fu assediata e conquistata da Luigi XIII, che ne fece distruggere le mura. Fu poi eretta dallo stesso Luigi capoluogo di una delle généralités di Linguadoca.
I bombardamenti sulla città di Montpellier della seconda guerra mondiale:
- 27 gennaio 1944: bombardamento dell'aeroporto Montpellier-Fréjorgues da parte delle forze aeree americane.
- 27 maggio 1944: secondo bombardamento dell'aeroporto Montpellier-Fréjorgues da parte della quindicesima divisione delle forze aeree americane.
- 5 luglio 1944: bombardamento della stazione da parte della quindicesima divisione delle forze aeree americane.

## Cultura

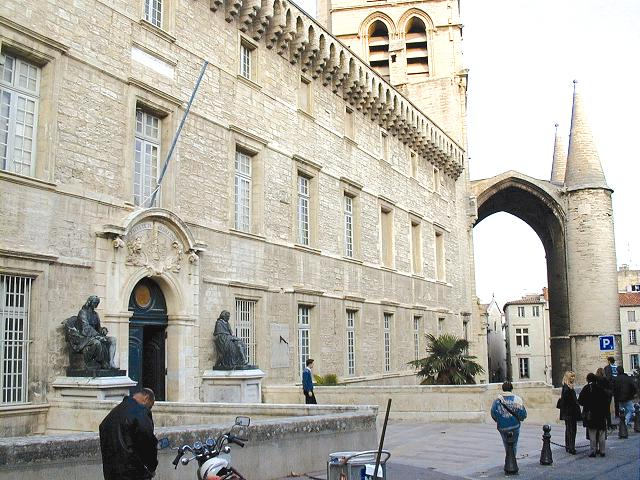
La facoltà di medicina di Montpellier (Università di Montpellier).

Montpellier è sede di tre università, nonché di una prestigiosa scuola di Medicina, fondata nel 1180 e attualmente inclusa nell'Université Montpellier 1. Nella parte nord della cittadina è inoltre presente il Centre d'Ecologie Fonctionnelle et Evolutive, un importante centro di ricerca del CNRS dedicato alle scienze ambientali.
La città è inoltre conosciuta nel mondo per aver dato i natali ad uno dei santi più venerati in Europa: San Rocco.

## Monumenti e luoghi d'interesse
- Cattedrale di Montpellier
- Orto botanico di Montpellier
- Pierres Vives
- Porte du Peyrou
- Museo Fabre

## Società

### Evoluzione demografica
Abitanti censiti
All'ultimo censimento del gennaio 2020, Montpellier conta 354 194 abitanti.

## Amministrazione

### Sindaci di Montpellier
| 1945-1953 | Paul Boulet       | MRP      |
| 1953-1959 | Jean Zuccarelli   | Radicale |
| 1959-1977 | François Delmas   | UDF      |
| 1977-2004 | Georges Frêche    | PS       |
| 2004-2014 | Hélène Mandroux   | PS       |
| 2014-2020 | Philippe Saurel   | Sinistra |
| 2020      | Michaël Delafosse | PS       |

### Cantoni
Fino alla riforma del 2014 il territorio della città di Montpellier era diviso in 10 cantoni:
- Cantone di Montpellier-1: comprende parte della città di Montpellier
- Cantone di Montpellier-2: comprende parte della città di Montpellier e i comuni di Clapiers e Montferrier-sur-Lez
- Cantone di Montpellier-3: comprende parte della città di Montpellier
- Cantone di Montpellier-4: comprende parte della città di Montpellier
- Cantone di Montpellier-5: comprende parte della città di Montpellier
- Cantone di Montpellier-6: comprende parte della città di Montpellier
- Cantone di Montpellier-7: comprende parte della città di Montpellier
- Cantone di Montpellier-8: comprende parte della città di Montpellier e i comuni di Lavérune e Saint-Jean-de-Védas
- Cantone di Montpellier-9: comprende parte della città di Montpellier
- Cantone di Montpellier-10: comprende parte della città di Montpellier e i comuni di Grabels e Juvignac

A seguito della riforma approvata con decreto del 26 febbraio 2014, che ha avuto attuazione dopo le elezioni dipartimentali del 2015, i cantoni sono stati ridotti a 6 e ridefiniti:
- Cantone di Montpellier-1: comprende parte della città di Montpellier e il comune di Grabels
- Cantone di Montpellier-2: comprende parte della città di Montpellier
- Cantone di Montpellier-3: comprende parte della città di Montpellier
- Cantone di Montpellier-4: comprende parte della città di Montpellier
- Cantone di Montpellier-5: comprende parte della città di Montpellier
- Cantone di Montpellier-Castelnau-le-Lez: comprende parte della città di Montpellier e i comuni di Castelnau-le-Lez, Clapiers, Jacou e Montferrier-sur-Lez.

### Gemellaggi
- Louisville, dal 1955
- Heidelberg, dal 1961
- Barcellona, dal 1963
- Chengdu, dal 1981
- Tiberiade, dal 1983
- Fez, dal 2003
- Locorotondo, dal 2006
- Rio de Janeiro, dal 2011
- Sarmato
- Palermo, dal 2016[5]

La città francese, inoltre, intrattiene un gemellaggio di tipo culturale, per la comune antica tradizione medica con:
- Salerno, dal 2008[6]

## Economia
Negli ultimi anni del XX secolo la città è passata da status di piccolo centro turistico-rurale a città multietnica sede di svariate aziende del settore informatico.
Questo cambiamento ha portato la città a godere di un periodo di crescita economica costante e a raggiungere un buon livello di qualità della vita.
Grazie a questo fenomeno la città è inoltre cresciuta in maniera esponenziale in termini di residenze stabili.

## Infrastrutture e trasporti
La rete di trasporto pubblico è gestita dalla Transports de l'Agglomération de Montpellier mentre per quanto riguarda il trasporto aereo la città è servita dall'Aeroporto di Montpellier-Méditerranée.
I trasporti urbani sono centrati sulla Rete tranviaria di Montpellier. Dal 2024 per i residenti dell'area metropolitana tutti i trasporti pubblici sono gratuiti.
La stazione TGV di Montpellier è situata a circa 6 km a sud-est dal centro ed è parte del tracciato dell'alta velocità LGV Méditerranée. La stazione è stata realizzata con l'obiettivo di alleggerire il traffico ferroviario della stazione di Montpellier-Saint-Roch e migliorare il collegamento della città alla rete ad alta velocità TGV, in particolare verso Parigi, Lione e Barcellona.

## Educazione
- E-Artsup
- École pour l'informatique et les nouvelles technologies
- École nationale de l'aviation civile
- Institut supérieur européen de formation par l'action
- Montpellier Business School

## Sport
- Montpellier R.C., squadra di rugby
- Montpellier HSC, squadra di calcio, vincitrice del campionato francese 2011-2012
- Montpellier Agglomération Volley Université Club, squadra di pallavolo
- Montpellier Handball, squadra di pallamano

## Galleria d'immagini

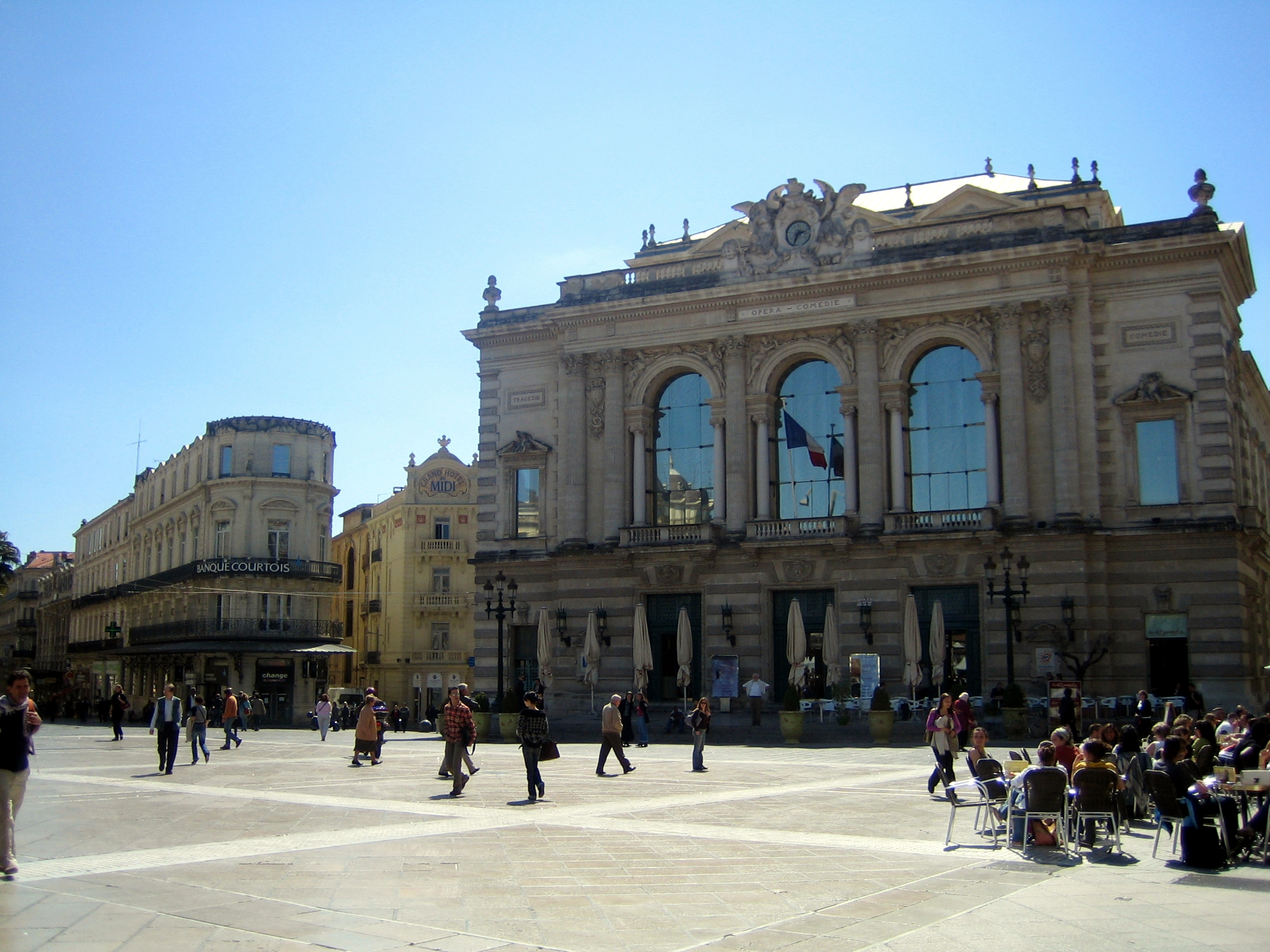
L'Opéra Comédie, nell'omonima piazza
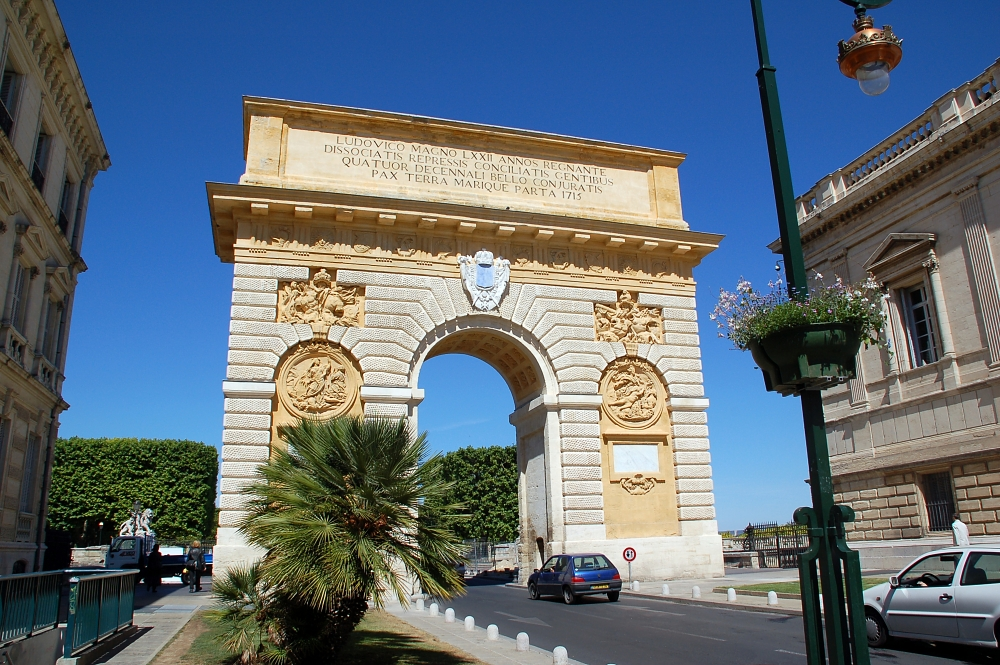
Arco di Trionfo del Peyrou, dedicato a Luigi XIV
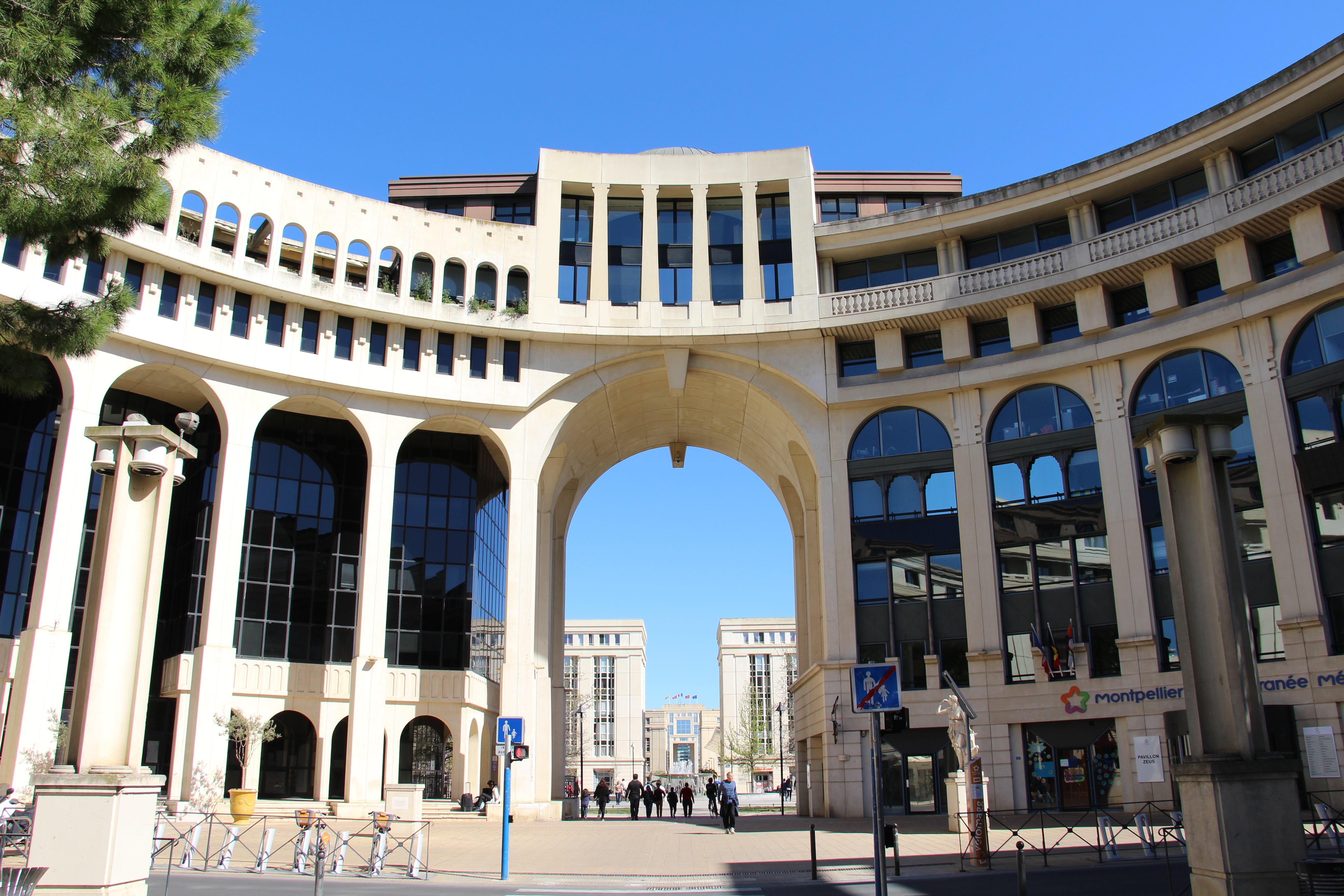
Piazza di Zeus - Quartier generale della Comunità Metropolitana di Montpellier. Arch. Pancho Ayguavives e Ricardo Bofill
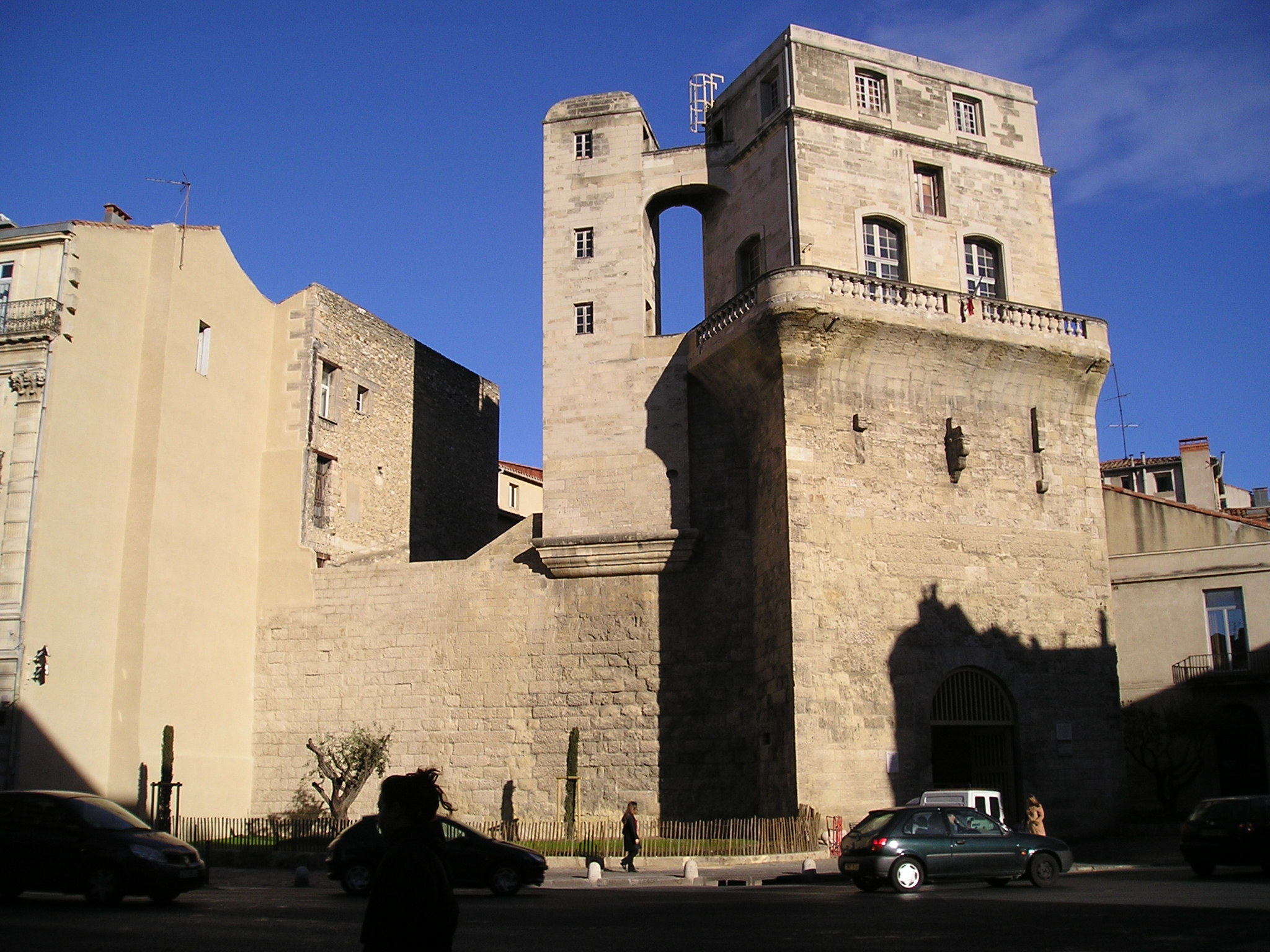
Torre della Babotte
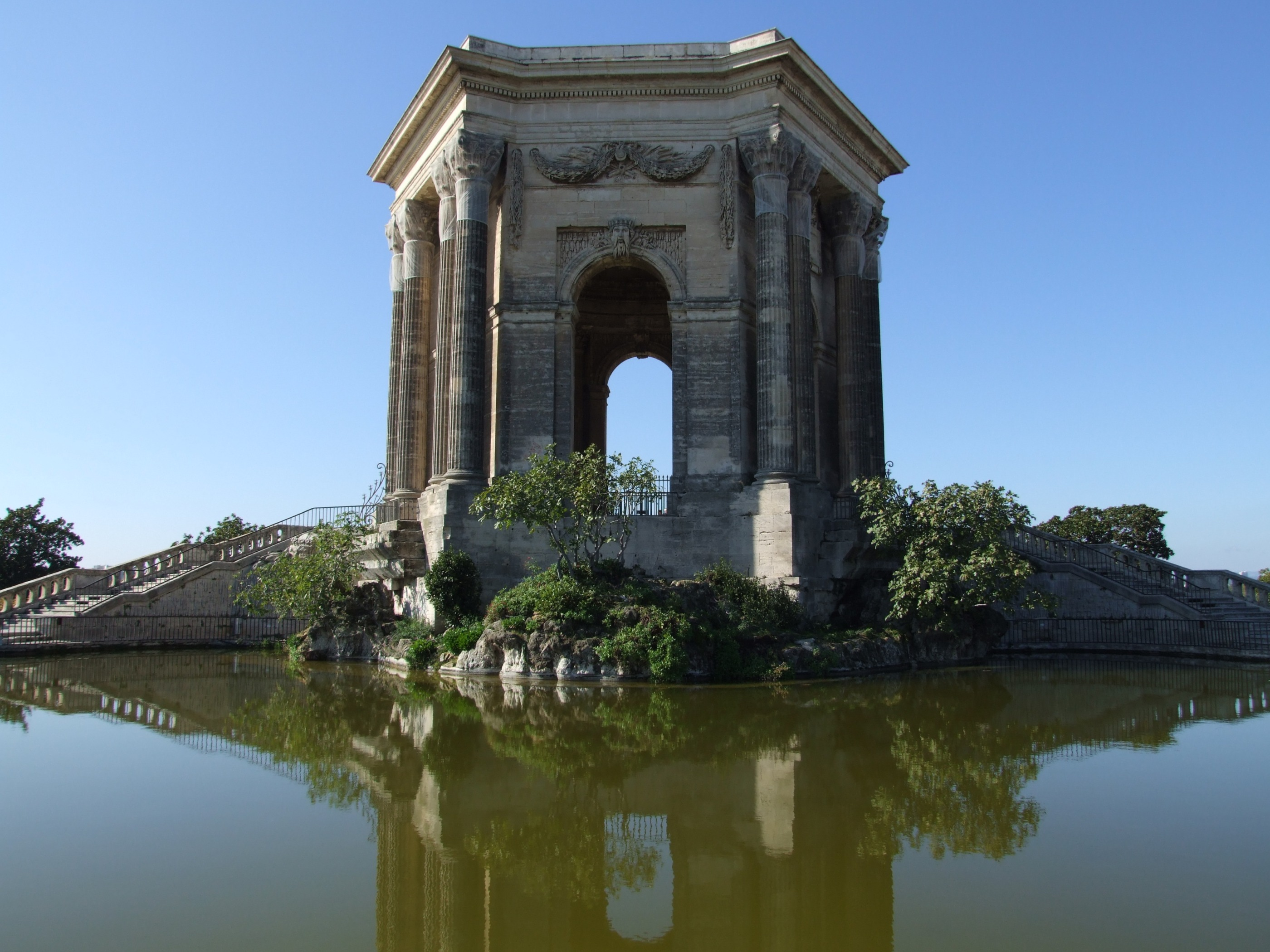
Padiglione Peyroux (grande collettore dell'acquedotto civico)
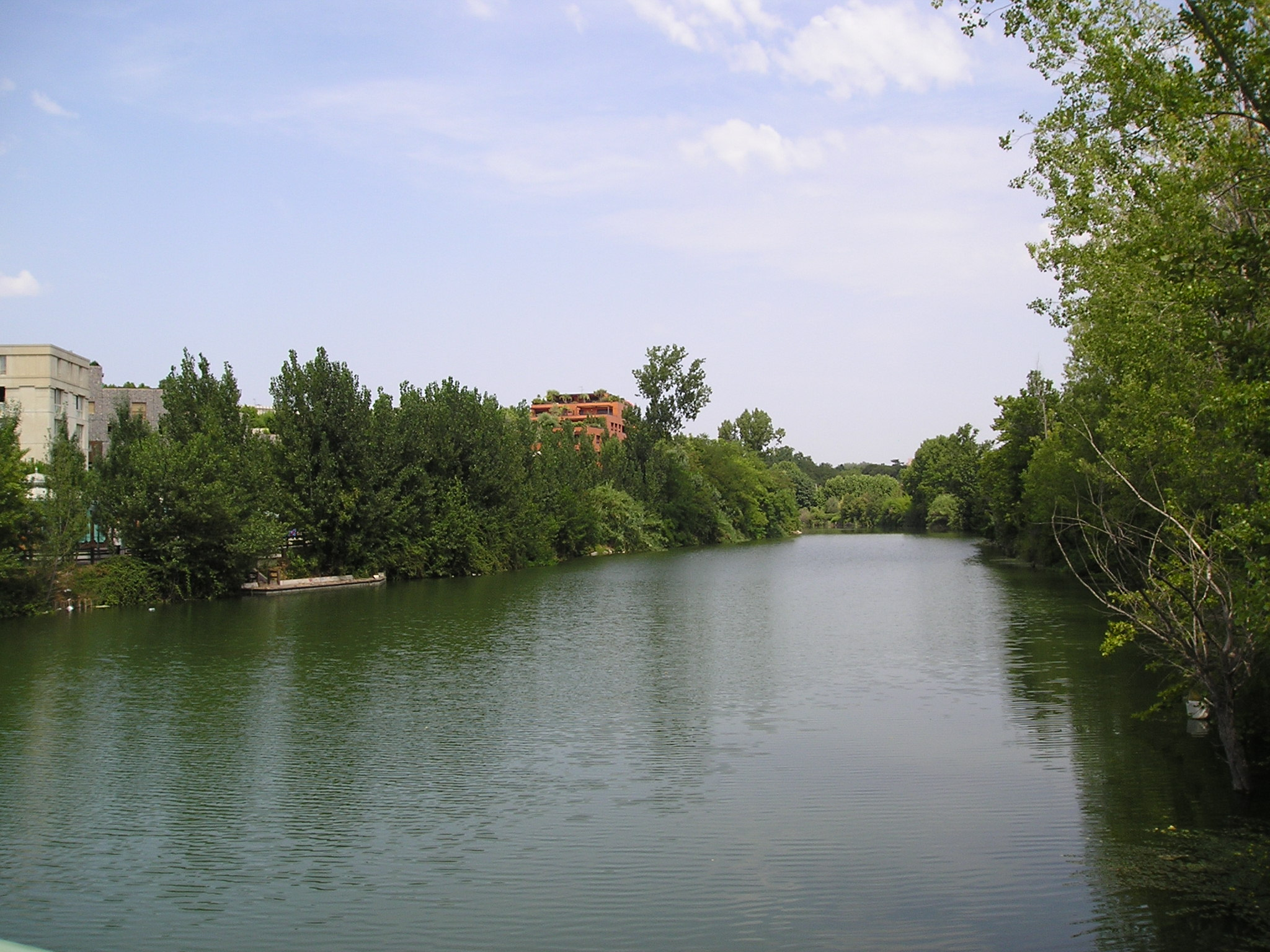
Lez Guinguettes
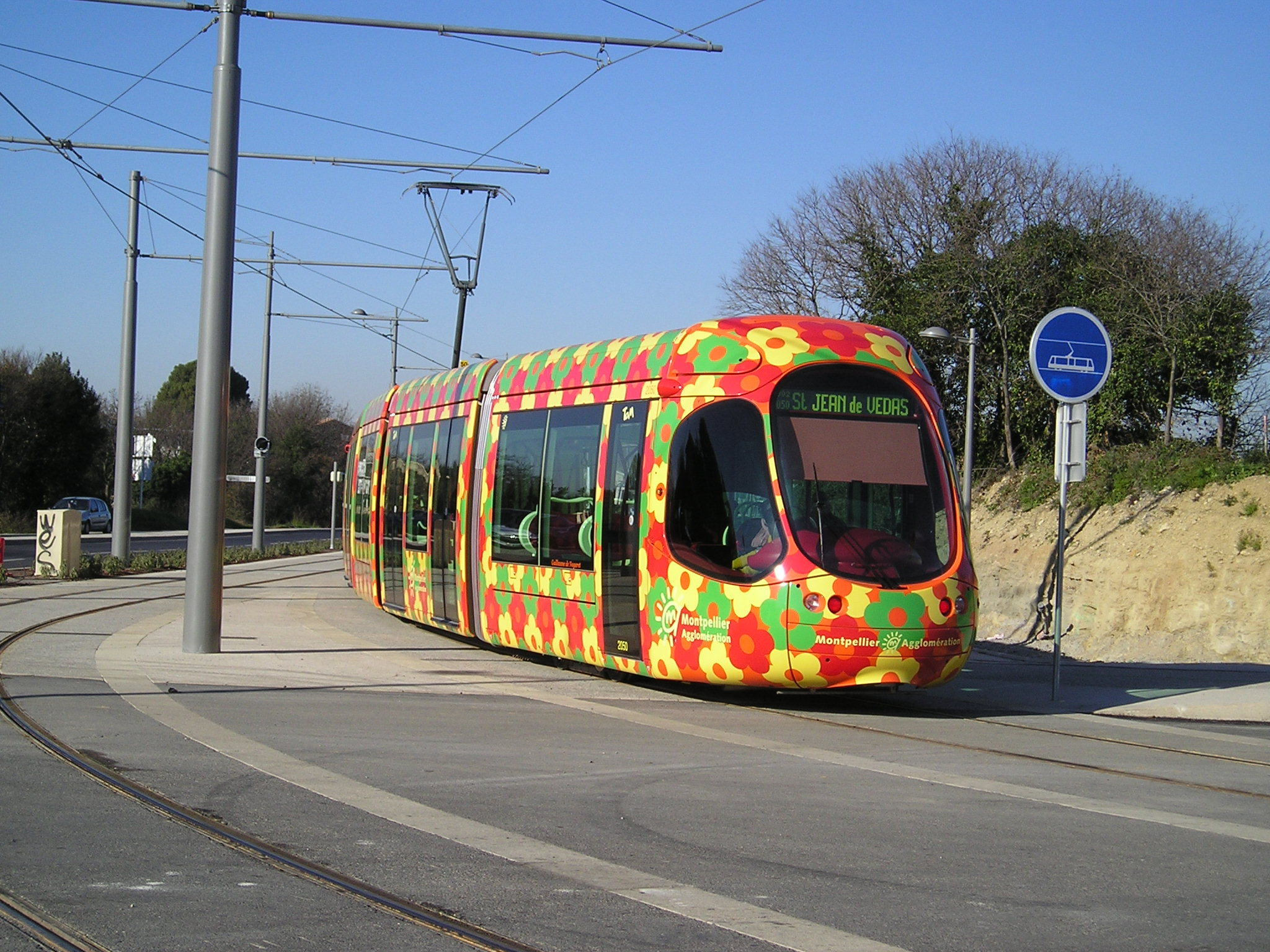
Tram in servizio sulla linea 2 della rete dei Transports de l'Agglomération de Montpellier
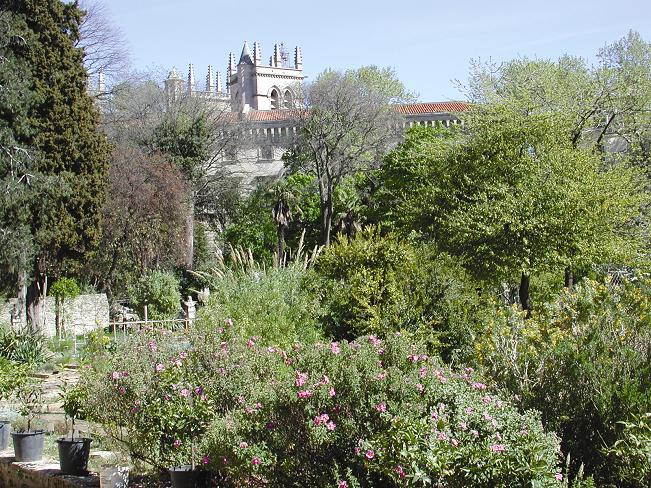
Orto botanico